# Natalija Nikititschna Tolstaja
Natalija Nikititschna Tolstaja (russisch Наталия Никитична Толстая; * 2. Mai 1943 in Jelabuga, Tatarische ASSR; † 15. Juni 2010 in St. Petersburg) war eine sowjetische bzw. russische Linguistin, Schriftstellerin und Hochschullehrerin.

## Leben
Tolstajas Eltern waren der Physiker Nikita Tolstoi und seine Frau Natalja Michailowna Losinskaja, die während des Deutschen Angriffskriegs in Jelabuga evakuiert waren. Großeltern waren der Schriftsteller Alexei Tolstoi, die Lyrikerin Natalja Krandijewskaja-Tolstaja und der Dichter Michail Losinski.
Tolstaja studierte an der Universität Leningrad in der Philologischen Fakultät mit Abschluss. Sie blieb dort, war Aspirantin bei Michail Steblin-Kamenski und begann zu lehren. Ihre Dissertation über Ausdrucksweisen für künftiges Handeln im modernen Schwedisch verteidigte sie 1974 mit Erfolg für die Promotion zur Kandidatin der philologischen Wissenschaften, Sie wurde Dozentin und lehrte am Lehrstuhl für Skandinavische Philologie bis an ihr Lebensende. Sie verfasste ein Lehrbuch der Schwedischen Sprache.
Am Anfang der 1990er Jahre begann Tolstaja schriftstellerisch tätig zu werden. Ihre ersten Kurzgeschichten schrieb sie auf Schwedisch und veröffentlichte sie. Ab der Mitte der 1990er Jahre schrieb sie auf Russisch und gab drei Bücher mit ihren Prosa-Texten heraus. Das zweite Buch enthält auch Texte ihrer Schwester Tatjana.
Tolstaja war mit dem Dichter Ignati Iwanowski (1932–2016) verheiratet und hatte den Sohn Nikolai Iwanowski.

## Ehrungen, Preise
- Ritterin des  Nordstern-Ordens (2004)[1]